# Terminal de xarxa òptica

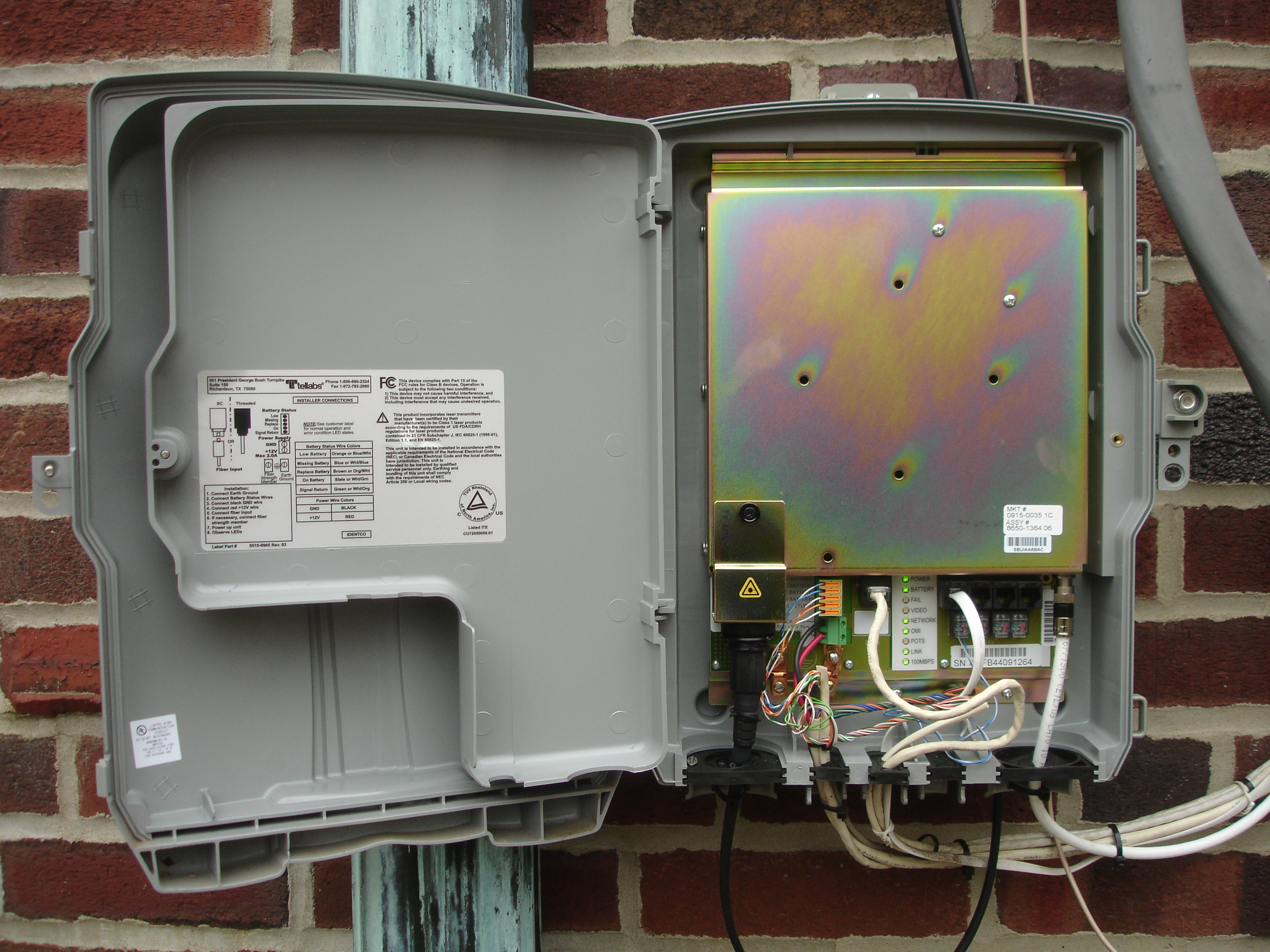
Un terminal de xarxa òptica muntat en l'exterior d'un edifici, amb la tapa oberta

En telecomunicacions, un PTRO o Punt Terminal de Xarxa Òptica (en anglès: ONT - Optical Network Terminal) és un dispositiu que serveix com a PTR entre el bucle local de la companyia i el cablejat de la instal·lació del client. De vegades estan instal·lats a l'aire lliure on permeten accés a l'estació de cablejat i serveixen com un punt de prova convenient per a la verificació de la integritat de l'arribada del senyal de fibra òptica així com del cablejat cap a l'interior de l'edifici de l'abonat.

## Entorn d'ús
En els sistemes PON i GPON, el senyal es transmet a les instal·lacions del client utilitzant tecnologies de fibra òptica. A diferència de moltes de les tecnologies telefòniques convencionals, aquests sistemes no proporcionen el corrent per als terminals locals, ni són adequats per a la connexió directa dels equips del client, d'aquí la necessitat del terminal ONT.
Els ONT (terminals de xarxa òptica) es fan servir per a acabar la línia de fibra òptica, proporcionar corrent als telèfons del client i demultiplexar el senyal en els seus components:
- Telèfon sobre IP (amb simulació de la línia clàssica sobre parell de coure - POTS)
- Televisió per IP
- Connexió a Internet (amb WIFI opcional)

En la mesura que el terminal ONT ha de subministrar el corrent a la línia de coure clàssica de la instal·lació existent, cal anar amb compte en no sobrepassar el nombre màxim de telèfons permesos pel fabricant, ja que això podria comportar un mal funcionament. A part d'aquesta limitació el terminal ONT ha d'obtenir el seu subministrament de corrent de la xarxa elèctrica del local del client, per mantenir el servei en el cas d'un tall de corrent molts ONT tenen l'opció d'una bateria de backup.